# Austrotengella toddae
Espèce
Austrotengella toddae est une espèce d'araignées aranéomorphes de la famille des Zoropsidae.

## Distribution
Cette espèce est endémique d'Australie. Elle se rencontre dans le Nord-Est de la Nouvelle-Galles du Sud et dans le Sud-Est du Queensland.

## Description
La carapace du mâle holotype mesure 3,41 mm de long sur 2,72 mm et l'abdomen 2,72 mm de long sur 1,36 mm. La carapace de la femelle paratype mesure 4,56 mm de long sur 3,69 mm et l'abdomen 5,00 mm de long sur 3,13 mm.

## Étymologie
Cette espèce est nommée en l'honneur de Valerie Todd.

## Publication originale
- Raven, 2012 : Revisions of Australian ground-hunting spiders. V. A new lycosoid genus from eastern Australia (Araneae: Tengellidae). Zootaxa, no 3305, p. 28-52.